# Yorgançayır
Yorgançayır (kurd. Karahamzan; auch Qerehemze) ist ein Dorf im Landkreis Karlıova in der Provinz Bingöl. Yorgançayır liegt auf 1810 m über dem Meeresspiegel, 18 km südöstlich von Karlıova im Osten der Türkei.
Im Jahre 2000 lebten in Yorgançayır 297 und im Jahre 2017 insgesamt 300 Menschen.
Yorgançayır ist nicht an das öffentliche Telefonnetz angeschlossen und die Wege zum Dorf sind nicht asphaltiert. Im Dorf gibt es eine Grundschule und eine Trinkwasserversorgung. Eine Kanalisation fehlt.
Im Jahre 2004 berichtete der Menschenrechtsverein von Übergriffen im Dorf. Bereits 2003 war eine Person aus dem Dorf entführt worden und hatte dies nur knapp überlebt. Die Täter wurden verurteilt. Im August 2010 wurde eine Person bei Grundstücksstreitigkeiten in einem Weiler Yorgançayırs erschossen.
Der kurdische Name wurde bei früheren Volkszählungen als Alternativbezeichnung verwendet.